# Giorgio Centamore
Giorgio Centamore (1966) è un attore, sceneggiatore, drammaturgo e regista teatrale italiano.

## Biografia
Nel 1985 Centamore entra a far parte della compagnia teatrale di genere comico "Venche Io!" (con capocomico Giorgio Melazzi). Il gruppo si era formato al Teatro Franco Parenti (chiamato all'epoca Salone Pierlombardo) grazie alla collaborazione di alcuni attori della cooperativa omonima con artisti come Grazia Migneco, Gianni Mantesi, Sergio Solli, Andrée Ruth Shammah e lo stesso Franco Parenti. Negli anni successivi partecipa come attore a tutti gli spettacoli della compagnia e, dal 1993, collabora con la Lega Italiana Improvvisazione Teatrale, fino ad approdare a Zelig nel 1989 in una serie di apparizioni durate fino al 2002.
Forma la coppia comica "Giorgio e Savino" con Savino Cesario, lavorando per vari anni nel cabaret e facendosi notare in concorsi teatrali e televisivi come Zanzara d'Oro, Campione d'Italia della Risata e Star 90. Insieme partecipano anche, in qualità di inviati speciali, al TG delle Vacanze (versione estiva di Striscia la Notizia).
Nel 1992 fonda il gruppo comico musicale "Le Teste di Carta" con Savino Cesario e Roberto Coppolecchia e con questa formazione incidono il disco "Please Use The condom" di cui è anche autore. Il gruppo partecipa, inoltre, alle produzioni del comico Paolo Rossi (ad esempio nel Circo di Paolo Rossi e in Su la Testa) e assolda nuovi elementi ribattezzandosi "C'è Quel Che C'è". Con questa formazione è spesso ospite di trasmissioni televisive importanti, come il Maurizio Costanzo Show su Canale 5, Omnibus su Rai 3, Segnali di fumo e Speciale San Scemo su Videomusic e Italia Forza su TMC.
Sempre in ambito televisivo, Centamore scrive per diverse trasmissioni di successo, come Colorado e Striscia la notizia (in qualità di autore per il conduttore Enzo Iacchetti, dal 2001). La collaborazione con Iacchetti prosegue negli anni sia in campo televisivo che teatrale, consolidandosi in una solida e reciproca amicizia.
Nel 1993 è il protagonista del cortometraggio Archi a sesto acuto di Andrea Faini. Inoltre, partecipa come attore allo spettacolo Baruffe di maggio al Teatro dell'Elfo con la compagnia di comici di Su la Testa e allo spettacolo Banana Konferenz con Giorgio Melazzi e Giovanni Battezzato (con i quali collaborerà anche in La vita del bruco). Nello stesso anno conduce L'altro Festival di Sanremo (esperienza che ripeterà anche l'anno successivo) e le selezioni e la finale di Scorribande, insieme ai "C'è Quel Che C'è". Entra anche a far parte della Lega Italiana Improvvisazione Teatrale, con la quale esegue tutt'oggi spettacoli e campionati internazionali di improvvisazione. Tutt’oggi sono rappresentate in teatro diverse sue commedie.
Il 1994 lo vede impegnato in qualità di regista fumettista e scenografo nello spettacolo Il Caso Soubeiran di Paolo Cananzi. L'anno seguente partecipa come comico al Circo di Paolo Rossi, in compresenza con numerosi altri professionisti del settore, quali lo stesso Paolo Rossi, Aldo Giovanni e Giacomo, Antonio Cornacchione, Maurizio Milani, Bebo Storti e Lucia Vasini. Sempre nel 1995 è il regista dello spettacolo teatrale Tu che mi hai rubato il cuor, con Margherita Volo e Marco Ghirlandi.
Nel 1996 è autore ed interprete del monologo L'Uomo Invisibile e dello spettacolo comico musicale Ultasuper, con l'omonimo gruppo formato insieme a Marco Bigi e Gigi Rossetti. Ma è l'anno successivo che inizia una delle sue collaborazioni più particolari, al cinema, partecipando al film campione d'incassi Tre uomini e una gamba con Aldo, Giovanni e Giacomo. Al cinema, per l'appunto, è spesso riconosciuto come "il morto di Aldo, Giovanni e Giacomo", ovvero quel personaggio che nel corso di uno sketch comico del trio viene immancabilmente ucciso (si veda, ad esempio, la scena del film Così è la vita in cui compare nel breve ruolo di George).
Nel 1998 partecipa come comico nella trasmissione Match di Improvvisazione Teatrale in onda su Rai 2 (esperienza che ripeterà anche nel 1999) ed a Zelig - Facciamo cabaret su Italia 1, con il trio "Servizio Tintometrico".
Centamore prosegue un'intensa attività come autore, sceneggiatore ed interprete anche negli anni successivi e, dal 2001, inizia a collaborare costantemente con Enzo Iacchetti, sia a teatro che in televisione (ad esempio, è suo autore nelle trasmissioni Quelli che il calcio, Il Mammo e Striscia la notizia, e negli spettacoli Titolo: Cabaret, Solo come un cane e Questa sera cose turche. Al contempo, collabora nuovamente con il trio Aldo, Giovanni e Giacomo nei film Chiedimi se sono felice (2000), La leggenda di Al John & Jack (2002) e La Banda dei babbi natale (2010).
Nel 2005 è stato capo-giuria della manifestazione canora milanese a sfondo comico-satirico Festival di Sanscemo, quell'anno condotta dal DJ Roberto Ferrari e dall'attrice Chiara Sani.
In anni recenti, Centamore si è occupato principalmente di scrittura per il teatro, spesso interpretando anche ruoli da non protagonista: è autore dello spettacolo Chiedo scusa al signor Gaber (2010) derivato dall'album omonimo dell'anno precedente, Occhio alla truffa con la regia di Massimo Tomagnini (2014), Kolossal, ho visto la luce all’improvviso (2016), Intervista confidenziale e El Piperito (2017),  Puglia Power (2018) e Tipi Top (2019).

## Filmografia
Centamore ha lavorato al cinema in qualità di sceneggiatore e attore.

### Attore

#### Cinema
- Tre uomini e una gamba, regia di Aldo, Giovanni e Giacomo e Massimo Venier (1997)
- Così è la vita, regia di Aldo, Giovanni e Giacomo e Massimo Venier (1998)
- Chiedimi se sono felice, regia di Aldo, Giovanni e Giacomo e Massimo Venier (2000)
- 20 - Venti, regia di Marco Pozzi (2000)
- La leggenda di Al, John e Jack, regia di Aldo, Giovanni e Giacomo e Massimo Venier (2002)
- La banda dei Babbi Natale, regia di Paolo Genovese (2010)
- Il ricco, il povero e il maggiordomo, regia di Aldo, Giovanni e Giacomo e Morgan Bertacca (2014)
- Fuga da Reuma Park, regia di Aldo, Giovanni e Giacomo e Morgan Bertacca (2016)

#### Cortometraggi
- Archi a sesto acuto di Andrea Faini (1993)
- Pornocomics (1998) - anche sceneggiatore
- Fantapharmacy (2010)
- La cartolina (2018)

### Sceneggiatore
- La grande prugna di Claudio Malaponti (1999) - anche attore e assistente alla regia
- Palazzoni got talent - cortometraggio (2012)
- Futurama - cortometraggio (2013)

## Teatro
Centamore ha lavorato a teatro come autore, regista, attore, comico e, occasionalmente, cantante.

### Attore e autore
- L'Uomo Invisibile (1996)
- Ultasuper (1996)
- Manyconic show (2002) - anche regista
- Occhio alla truffa (2014-2016)
- Kolossal, ho visto la luce all'improvviso (2016-2022)
- Storia di un ragazzo che voleva volare alto anche se soffriva di vertigini (2016)
- El Piperito (2016-2017-2018) - anche cantante
- Intervista confidenziale (2017- 2023)
- Tip Top (2019-2022)
- Occhio alla truffa (2019)

### Solo attore
- Zelig a teatro (1989-2002)
- Baruffe di maggio (1993)
- Banana Konferenz (1993)
- La Vita del Bruco (1994)
- Il Circo di Paolo Rossi (1995)
- Non Datemi Spago (1995) - con i C'è Quel Che C'è
- Risate al 23º piano (2000)
- Titolo: cabaret (2001-2003)
- Legami & Legumi (2004-2005)
- Mefisto (2018)
- Babbo Natale è uno stronzo (2021)
- il Vizietto (2022)

### Solo autore
- Festival teatro canzone Giorgio Gaber di Viareggio (2004-2011)
- Solo con un cane (2005)
- Six in the city (2006)
- Questa sera cose turche (2007)
- Chiedo scusa al signor Gaber (2010)
- Cabaret amore mio (2014-2015) - Festival di Grottammare
- Puglia Power (2018)
- Libera Nos Domine (2018) - coautore
- Animali Fantastici (2022)

### Regista
- Il Caso Soubeiran (1994)
- Tu che mi hai rubato il cuor (1995)
- Ultrasuper (1996)
- Manyconic show (2002)
- Six in the city (2006)
- Il flan di carote (2010)
- El Piperito (2016)
- Puglia Power (2018)
- Tipi Top (2019)
- Animali Fantastici (2022)

## Serie web
Centamore ha lavorato in serie web in qualità di autore e attore.

### Attore e autore
- Fessbuc (2009)
- Ammazzon (2013-2014)

## Televisione
Centamore ha lavorato in televisione come attore, autore e conduttore.

### Attore e autore
- Match di improvvisazione teatrale (1998-1999) - Rai 2
- Zelig - Facciamo cabaret (1998) - con il trio Servizio Tintometrico, Italia 1
- Iacchetti night show (2003) - TSI
- Chi c’è, c’è chi non c’è ciao (2005) - TSI e Comedy Central
- Medici miei (2008) - Italia 1

### Solo autore
- Quelli che il calcio (2001) - per Enzo Iacchetti
- Colorado Cafè Live (2003-2004) - Canale 5
- Bulldozer (2003) - Rai 2
- Striscia la notizia (2004-2005)
- Il mammo (2004) - Canale 5
- Paperissima (2005)
- Striscia la notizia (2006-2019) - per Enzo Iacchetti
- Velone (2010) - per Enzo Iacchetti, 2010

### Conduttore
- L'Altro Festival di Sanremo (1993-1994) - con i C'è Quel Che C'è
- Selezioni e finale di Scorribande (1994) - con i C'è Quel Che C'è